# Canton de Grimaud
Le canton de Grimaud était une division administrative française située dans le département du Var et la région Provence-Alpes-Côte d'Azur, disparu en 2015 à la suite du redécoupage des cantons.

## Géographie
Ce canton était organisé autour de la commune de Grimaud dans l'arrondissement de Draguignan. Grimaud était ainsi le chef-lieu de canton, bien que Sainte-Maxime soit la commune la plus importante du canton. Son altitude varie de 0 m (Cogolin) à 674 m (La Garde-Freinet) pour une altitude moyenne de 135 m.

## Histoire
De 1833 à 1848, les cantons de Grimaud et de Saint-Tropez avaient le même conseiller général. Le nombre de conseillers généraux était limité à 30 par département.

## Représentation

### Conseillers généraux de 1833 à 2015
| Période | Période          | Identité                                                  | Étiquette          | Qualité |
| ------- | ---------------- | --------------------------------------------------------- | ------------------ | --- |
| 1833    | 1834 (décès)     | Jean Antoine Falcon (1772-1834)                           |                    | Payeur en retraite Propriétaire à Saint-Tropez                                                                                                   |
| 1834    | 1836 (décès)     | Aimé Germondy (1798-1836)                                 |                    | Notaire à Saint-Tropez |
| 1836    | 1839             | Jean François Martin-Roquebrune (1782-1869)               |                    | Président du Tribunal de commerce Propriétaire à Saint-Tropez                                                                                    |
| 1839    | 1848             | François Victor Lieutaud (1788-1856)                      |                    | Juge de paix en retraite Juge au Tribunal de commerce de Saint-Tropez                                                                            |
| 1848    | 1851             | Joseph Condroyer (1803-1880)                              |                    | Propriétaire - Maire du Plan-de-la-Tour |
| 1852    | 1864             | Hippolyte Joseph Maille                                   |                    | Avocat - Juge de paix à Grimaud |
| 1864    | 1871             | Stanislas Charles Henri Laurent Dupuy de Lôme (1816-1885) | Centre droit       | Ingénieur dans la Marine Impériale Député (1869-1870) Sénateur (1877-1885) Membre de l'Institut                                                  |
| 1871    | 1877             | Pierre-Hippolyte Meisonnier (1832-?)                      | Républicain        | Propriétaire - Maire de Sainte-Maxime |
| 1877    | 1883             | Manlius Maurel (1832-?)                                   | Républicain        | Maire de La Garde-Freinet, conseiller d'arrondissement                                                                                           |
| 1883    | 1925 (décès)     | Louis Sigallas                                            | Rad.               | Médecin, directeur de l'asile d'aliénés d'Aix-en-Provence Sénateur (1900-1909) Maire du Plan-de-la-Tour (1884-1904) Président du Conseil Général |
| 1925    | 1940             | Hubert Guigues (1886-1964)                                | SFIO               | Avocat à Cogolin, conseiller d'arrondissement |
|         |                  |                                                           |                    | |
| 1943    | 1945             | Joseph Marie Salvetti (1891-1980)                         |                    | Président de la délégation spéciale de Cogolin Nommé conseiller départemental en 1943                                                            |
|         |                  |                                                           |                    | |
| 1945    | 1954 (décès)     | Louis Sénéquier                                           | SFIO               | Directeur de Centre d'Assurances Sociales à Marseille Maire de La Garde-Freinet (1944-1954)                                                      |
| 1955    | 1970             | Léon Condroyer                                            | CNI puis App. SFIO | Maire de Sainte-Maxime (1951-1971) |
| 1970    | 1978 (démission) | Alfred Max (1913-1990)                                    | DVG puis PS        | Journaliste, maire de La Garde-Freinet |
| 1978    | 1982             | Patrick Glo                                               | PS                 | Maire de Cogolin (1977-1995) |
| 1982    | 2001             | Jean-Paul Bréhant                                         | RPR puis DVD       | Médecin Conseiller régional Maire de Grimaud (1983-1995)                                                                                         |
| 2001    | 2015             | Bernard Rolland                                           | RPR puis UMP       | Commerçant Maire de Sainte-Maxime (1995-2008) puis conseiller municipal Vice-président du conseil général                                        |

### Conseillers d'arrondissement (de 1833 à 1940)
| Période                                  | Période | Identité                                  | Étiquette | Qualité |
| ---------------------------------------- | ------- | ----------------------------------------- | --------- | --- |
| 1833                                     | 1842    | Jean-Clément-Julien Bérenguier            |           | |
| 1842                                     | 1848    | Louis-Henri-François Sicolle (1808-1891)  |           | Propriétaire, juge de paix, géomètre à Grimaud                                                              |
| 1848                                     | 1852    | Hippolyte-Joseph-Jean-Baptiste Fabre      |           | Propriétaire, maire de Grimaud                                                                              |
| 1852                                     | 1855    | Louis-Henri-François Siucolle (1808-1891) |           | Propriétaire, juge de paix, géomètre à Grimaud                                                              |
| 1855                                     | 1861    | Auguste Condroyer                         |           | Licencié en droit, propriétaire au Plan-de-la-Tour                                                          |
| 1861                                     | 1867    | Clément-Albert Jean                       |           | Propriétaire, maire de Grimaud                                                                              |
| 1867                                     | 1870    | Sylvain Sigallas                          |           | Docteur en médecine, maire du Plan-de-la-Tour                                                               |
| 1870                                     | 1877    | Manlius Maurel                            |           | Propriétaire à La Garde-Freinet                                                                             |
| 1877                                     | 1883    | Jean-André Michel                         |           | Juge de paix à Besse-sur-Issole, médecin à la Compagnie de navigation mixte de Marseille                    |
| 1883                                     | 1889    | Stanislas Bérenguier                      |           | Négociant, maire de Sainte-Maxime                                                                           |
| 1889                                     | 1910    | Ferdinand Bérenguier                      |           | Propriétaire à Cogolin                                                                                      |
| 1910                                     | 1919    | Adrien Capuro                             | SFIO      | Propriétaire à Cogolin                                                                                      |
| 1919                                     | 1925    | Stanislas Guigues                         | SFIO      | Avocat à Toulon, propriétaire à Cogolin                                                                     |
| 1925                                     | 1940    | Victorin Bransiec (1869-1950)             | Radical   | Fabricant de bouchons, maire du Plan-de-la-Tour depuis 1919                                                 |
| 1940                                     |         |                                           |           | Les conseils d'arrondissement ont été suspendus par la loi du 12 octobre 1940 et n'ont jamais été réactivés |
| Les données manquantes sont à compléter. |         |                                           |           | |

## Composition
Le canton de Grimaud groupe 5 communes et compte 32 838 habitants (recensement de 2010 sans doubles comptes).
| Nom                 | Code Insee | Intercommunalité            | Superficie (km2) | Population (dernière pop. légale) | Densité (hab./km2) |
| ------------------- | ---------- | --------------------------- | ---------------- | --------------------------------- | ------------------ |
| Grimaud (chef-lieu) | 83068      | CC du golfe de Saint-Tropez | 44,58            | 4 065 (2014)                      | 91                 |
| Cogolin             | 83042      | CC du golfe de Saint-Tropez | 27,93            | 12 517 (2014)                     | 448                |
| La Garde-Freinet    | 83063      | CC du golfe de Saint-Tropez | 76,64            | 1 855 (2014)                      | 24                 |
| Le Plan-de-la-Tour  | 83094      | CC du golfe de Saint-Tropez | 36,80            | 2 666 (2014)                      | 72                 |
| Sainte-Maxime       | 83115      | CC du golfe de Saint-Tropez | 81,61            | 14 018 (2014)                     | 172                |

## Démographie
| 1962  | 1968   | 1975   | 1982   | 1990   | 1999   | 2006   | 2009 |
| ----- | ------ | ------ | ------ | ------ | ------ | ------ | ---- |
| 9 934 | 12 768 | 16 113 | 18 763 | 24 769 | 28 643 | 33 457 | -    |